# Labrus
Labrus là một chi cá biển, và cũng là chi điển hình của họ Cá bàng chài.

## Phạm vi phân bố
Các loài trong chi này đều có phạm vi phân bố tập trung ở Đông Bắc Đại Tây Dương và hầu hết Địa Trung Hải, riêng L. viridis có phạm vi trải dài đến phía tây Biển Đen.

## Từ nguyên
Từ định danh của chi trong tiếng Latinh có nghĩa là "môi", hàm ý đề cập đến bờ môi dày của những loài trong chi này, cũng như những loài cá bàng chài nói chung.

## Các loài
Có 4 loài được công nhận là hợp lệ trong chi này, bao gồm:
- Labrus bergylta Ascanius, 1767
- Labrus merula Linnaeus, 1758
- Labrus mixtus Linnaeus, 1758
- Labrus viridis Linnaeus, 1758